# Austrodectes monticolus
Austrodectes monticolus är en insektsart som beskrevs av Rentz, D.C.F. 1985. Austrodectes monticolus ingår i släktet Austrodectes och familjen vårtbitare. Inga underarter finns listade i Catalogue of Life.